# Karel Amadeus Savojský
Karel Amadeus (12. dubna 1624, Paříž – 30. července 1652, Paříž) byl francouzský vojevůdce a velmož.
Byl synem Jindřicha Savojského a Anny Lotrinské. Jednalo se o mladšího bratra Ludvíka Savojského, jenž zemřel roku 1641.
Dne 11. července roku 1643 se Karel Amadeus oženil v Louvru s Alžbětou Bourbonskou. Její matkou byla Františka Lotrinská, která byla dcerou Filipa Emanuela Mercoeurského.
Karel Amadeus měl celkem 2 dcery, 3 syny a jedno dítě, které se nedožilo dospělosti.
Byl zabit svým švagrem Františkem Bourbonským, vévodou z Beaufortu při souboji v roce 1652. Byl pohřben v katedrále ve městě Annecy.